# 加賀山直三
加賀山 直三（かがやま なおぞう、1909年7月1日 - 1978年1月26日）は、日本の歌舞伎評論家。

## 生涯
山口県生まれ、慶應義塾大学文学部国文科卒。在学中から岡鬼太郎に師事し、松竹、NHK勤務のかたわら戦時中より演劇評論を始める。1966年新設の国立劇場に勤務、芸能制作室長、芸能調査室長、1976年退任。
1978年1月、三原橋の街角で倒れ、死去。68歳没。『演劇界』に「家須満」の名で執筆していた。

## 著書
- 『団十郎三代』三杏書院 1943
- 『歌舞伎の視角 十六種の狂言鑑賞を通して』角川新書 1956
- 『歌舞伎の型』東京創元社 1957
- 『ある女形の一生 五代目中村福助』東京創元社 1959
- 『新歌舞伎の筋道』木耳社 1967
- 『歌舞伎』雄山閣出版 1968
- 『かぶきの風景』新読書社 1971

### 編著
- 『中村扇雀アルバム 青春の花道』 久保書店 1955
- 『八人の歌舞伎役者』 青蛙房 1959

## その他
- 北村薫『いとま申して『童話』の人びと」(文芸春秋社,2011年)に、本作品の元となった日記を残した主人公の友人として慶応大学学生時代の加賀山の姿がえがかれている。

| スタブアイコン | サブスタブ | この項目は、まだ閲覧者の調べものの参照としては役立たない、人物に関連した書きかけの項目です。この項目を加筆・訂正などしてくださる協力者を求めています（P:人物伝/PJ:人物伝）。 |